# Kojin Jugyō
«Kojin Jugyō» (個人授業?) es el segundo sencillo de la cantante japonesa misono como solista. Fue lanzado al mercado el día 10 de mayo del año 2006 bajo el sello avex trax.

## Detalles
El tema es originalmente un cover del tema de 1978 de la banda japonesa Finger Five, banda de la cual misono realizó varias versiones. El tema fue escrito por Yū Aku, y el lado b del sencillo, "pinkies", fue escrito por misono. La canción "pinkies" era considerado un lado b hasta que finalmente fue incluida en el álbum never+land de misono, incluso dejando fuera la versión completa original de "Kojin Jugyō" -que en su reemplazo fue incluido un medley de Finger 5-.
"Kojin Jugyō" fue utilizado como ending del mes de mayo para el programa de televisión japonés Miracle Shape de la Nippon Television. Comparado con el desempeño que tuvo "VS" en las listas, por varios este sencillo fue considerado una decepción. Inicialmente debutó en el puesto n.º 8 de las listas diarias de sencillos de Oricon, pero posteriormente fue en declive hasta finalmente terminar an el puesto n.º 15 de las listas semanales de lo más vendido, con once mil unidades vendidas. 
El tema del sencillo -video musical y sesión fotográfica para el sencillo-, al igual que "VS", está inspirado en historias infantiles, esta vez del clásico de la Cenicienta.

## Canciones

### CD
1. «Kojin Jugyō» (個人授業?)
2. «pinkies»
3. «Kojin Jugyō» (個人授業?) - Instrumental
4. «pinkies» - Instrumental

### DVD
1. «Kojin Jugyō» (個人授業?) - Videoclip

- Datos: Q3004236